# Kościół św. Wawrzyńca w Černej Horze
Kościół św. Wawrzyńca w Černej Horze – zabytkowy kościół znajdujący się w Černej Horze
Kościół wybudowano na niewielkim wzniesieniu w środku miejscowości. Pierwotna świątynia w tym miejscu wspomniana jest po raz pierwszy w 1424 r. Została ona jednak rozebrana w 1707 r. i zastąpiona w 1710 r. nowym kościołem, zbudowanym w stylu barokowym i poświęconym św. Wawrzyńcowi. W 1840 dobudowano do niego wieże. Pierwotnie kościół miał dach kryty gontem, w XX wieku dach był kilkakrotnie zmieniany, a w 2006 roku po gruntownej przebudowie przywrócono mu pierwotny gont. Wokół kościoła przez krótki czas funkcjonował także cmentarz, który następnie przeniesiono poza wieś.
Obecnie kościół jest wpisany na listę zabytków kultury Republiki Czeskiej.   